# Cesare Balbo
Cesare Balbo (21 de noviembre de 1789 - 3 de junio de 1853), conde de Vinadio, fue un escritor y político italiano.

## Biografía

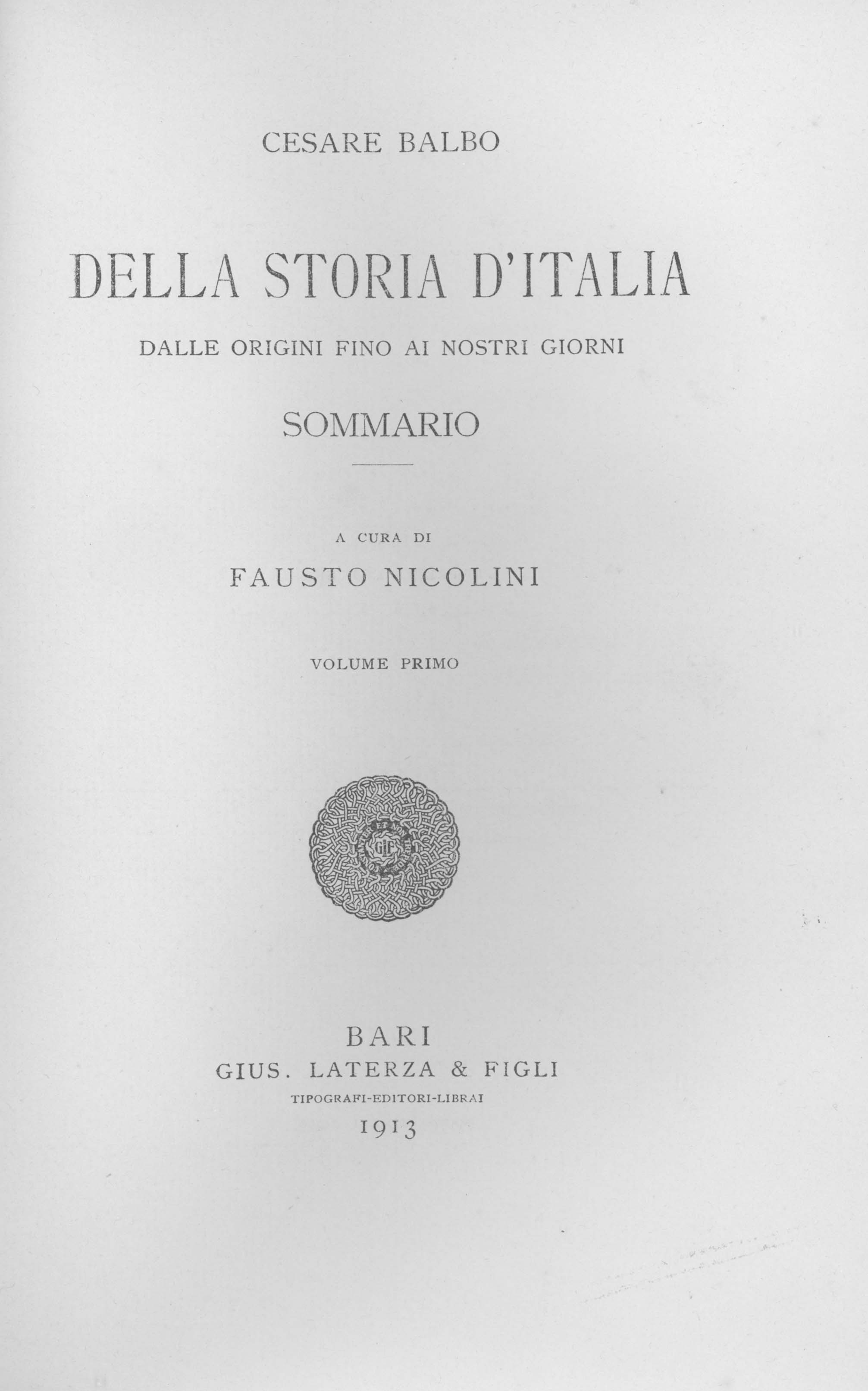
Storia d'Italia dalle origini fino ai nostri giorni, 1913

Balbo nació en Turín el 21 de noviembre de 1789. Su padre, Prospero Balbo, que pertenecía a una noble familia piamontesa, tenía una alta posición en la corte de Cerdeña, y cuando nació Cesare era alcalde de la capital. Su madre, Enrichetta Taparelli d’Azaglio, murió cuando él tenía tres años; y fue criado en casa de su bisabuela, la condesa de Bugino.
En 1789 se unió a su padre en París. De 1808 a 1814 Balbo sirvió en varios cargos bajo el Imperio Napoleónico en Florencia, Roma, París, e Iliria. A la caída de Napoleón entró al servicio de su país nativo. Mientras su padre era nombrado ministro del interior, él entró en el ejército y emprendió misiones políticas en París y Londres. 
Con el estallido de la revolución de 1821, que él desaprobaba, si bien era sospechoso de simpatizar con ella, fue obligado a exiliarse. Aunque se le permitió volver a Piamonte, todo servicio público le fue denegado.
Con reticencia, y frecuentes esfuerzos para obtener algún nombramiento, se dedicó a la literatura como el único medio de involucrarse en los destinos de su país. El gran objetivo de su labor fue ayudar a la consecución de la independencia de Italia del control extranjero. No tenía expectativas ni deseos de una auténtica unidad italiana, pero le tenía cariño a la casa de Saboya, y predijo que estaba destinada a cambiar el destino de Italia. Defendía una confederación de estados separados (no bajo la supremacía del papa como Gioberti), pero dirigida por el Piamonte era el ideal genuino de Balbo. 
Le parecía que Gioberti, en su primacía, había abandonado la esencia original de independencia, que consecuentemente había inculcado en sus esperanzas de Italia, en las que sugería que Austria debería tomar compensación en los Balcanes por la inevitable pérdida de sus provincias italianas. Balbo creía que el papado podía convertirse en un enemigo de la gran Italia unida (como sucedió, de hecho, durante muchos años). La preparación, tanto militar como moral, la alerta y la paciencia fueron su tema constante.
No quería revolución, sino reforma; y así se convirtió en líder de un partido moderado, y en el continuo oponente no solo del despotismo, sino también de la democracia. Al fin, en 1848, sus esperanzas se vieron satisfechas con la constitución concedida por el rey, conocida como el Statuto Albertino. 
Fue nombrado miembro de la comisión para la ley electoral, y se convirtió en el primer ministro constitucional del Piamonte, aunque solo ostentó el cargo unos pocos meses. Con el ministerio de d’Azeglio, que más tarde alcanzaría el poder, mantuvo términos amistosos, y su pluma continuó la defensa activa de sus principios políticos hasta su muerte el 3 de junio de 1853.

## Obras publicadas
- Quattro Novelle (1829)
- Storia d’Italia sotto i Barbari (1830)
- Vita di Dante (1839)
- Meditazioni Storiche (1842-1845)
- Le Speranze d’Italia (1844)
- Della Monarchia rappresentativa in Italia (Florencia, 1857)
- Pensieri sulla Storia d’Italia (1858)